# ドバイマジェスティ
ドバイマジェスティ (Dubai Majesty、2005年3月19日 - ) は、アメリカの競走馬。主な勝ち鞍は2010年のブリーダーズカップ・フィリー&メアスプリント。
引退後は日本のノーザンファームで繁殖牝馬となり、ディープインパクトとの交配でアルアインとシャフリヤールを出産した。

## 戦績

### 2・3歳シーズン
2歳時は1勝しか挙げられなかったが、3歳時にフロリダ州のコールダー競馬場で開催されたG3・アザレアステークスで2着に入線すると、以降の重賞競走でも好走するようになった。キーンランド競馬場開催のG2・レイヴンランステークス、フージア・パーク開催のG2・インディアナオークスでは共に3着に入線した。

### 4歳シーズン
4歳シーズンは2戦目のG3・フランクリンカウンティステークスでシーズン初＆重賞初勝利を挙げた。G1初挑戦となったヴィネリーマディソンステークスでは4着、2戦目のヒューマナディスタフステークスでは3着に入線。その後、G3のウィニングカラーズステークスを勝利し4歳シーズンを終えた。

### 5歳シーズン
4連敗を喫した後、ウイニングカラーズステークスで大会史上初の連覇を達成。G1のプリンセスルーニーハンデキャップでは3着に入線した。オープン戦で勝利した後、G3のプレスクアイルダウンズマスターズステークスで2着に入線。10月9日、G2・サラブレッドクラブオブアメリカステークスで重賞3勝目を挙げると、現役ラストランとなった11月5日のブリーダーズカップ・フィリー&メアスプリントで念願のG1初勝利を挙げた。
翌2011年に行われたエクリプス賞の表彰で、本馬は同シーズンの最優秀短距離牝馬に選出された。

## 繁殖成績
2010年11月7日、ファシグ・ティプトンのセリ市にてノーザンファーム副代表の吉田俊介が110万ドルで落札し、日本で繁殖入り。
2015年7月12日、初仔のゴールドエッセンス（父キングカメハメハ）が3歳未勝利戦を勝ち、産駒初勝利を挙げた。
2017年3月25日、3番仔のアルアイン（父ディープインパクト）がGIIIの毎日杯を制して産駒重賞初勝利を挙げると、4月16日の皐月賞も制して産駒GI初勝利を挙げた。
2022年3月26日、6番仔でアルアインの全弟シャフリヤールがドバイシーマクラシックを制し産駒海外GI初勝利を挙げた。
|        | 生年   | 馬名               | 性 | 毛色   | 父                 | 馬主                     | 厩舎                           | 戦績                                                                        | 出典   |
| ------ | ------ | ------------------ | -- | ------ | ------------------ | ------------------------ | ------------------------------ | --------------------------------------------------------------------------- | ------ |
| 初仔   | 2012年 | ゴールドエッセンス | 牝 | 鹿毛   | キングカメハメハ   | 吉田勝己                 | 栗東・斉藤崇史                 | 24戦3勝（抹消・繁殖）                                                       | [ 6 ]  |
| 2番仔  | 2013年 | ジュベルアリ       | 牝 | 鹿毛   | ディープインパクト | （有）サンデーレーシング | 栗東・石坂正                   | 不出走（抹消・繁殖） 産駒にアルナシーム                                     | [ 7 ]  |
| 3番仔  | 2014年 | アルアイン         | 牡 | 鹿毛   | ディープインパクト | （有）サンデーレーシング | 栗東・池江泰寿                 | 20戦5勝（抹消・種牡馬） (GI) 皐月賞、大阪杯 (GIII) 毎日杯                   | [ 8 ]  |
| 4番仔  | 2015年 | ダノンマジェスティ | 牡 | 鹿毛   | ディープインパクト | （株）ダノックス         | 栗東・音無秀孝                 | 15戦4勝（抹消）                                                             | [ 9 ]  |
|        | 2016年 | 流産               |    |        | ディープインパクト |                          |                                |                                                                             | [ 10 ] |
| 5番仔  | 2017年 | ヒメノカリス       | 牝 | 鹿毛   | ディープインパクト | （有）サンデーレーシング | 栗東・池江泰寿                 | 20戦4勝（抹消・繁殖）                                                       | [ 11 ] |
| 6番仔  | 2018年 | シャフリヤール     | 牡 | 黒鹿毛 | ディープインパクト | （有）サンデーレーシング | 栗東・藤原英昭                 | 18戦4勝（抹消・種牡馬） (GI) 東京優駿、ドバイシーマクラシック (GIII) 毎日杯 | [ 12 ] |
| 7番仔  | 2019年 | アルファヒディ     | 騸 | 鹿毛   | ハーツクライ       | （有）サンデーレーシング | 栗東・池江泰寿 →栗東・石坂公一 | 21戦2勝（現役）                                                             | [ 13 ] |
|        | 2020年 | 死産               |    |        | ロードカナロア     |                          |                                |                                                                             | [ 10 ] |
| 8番仔  | 2021年 | シャハザマーン     | 牡 | 鹿毛   | ドゥラメンテ       | （有）サンデーレーシング | 栗東・藤原英昭                 | 11戦2勝（現役）                                                             | [ 14 ] |
| 9番仔  | 2022年 | フィヤール         | 牝 | 鹿毛   | リアルスティール   | （有）サンデーレーシング | 栗東・藤原英昭                 | 6戦0勝（現役）                                                              | [ 15 ] |
| 10番仔 | 2023年 | ジャミールアイン   | 牝 | 鹿毛   | ドレフォン         | （有）サンデーレーシング | 栗東・藤原英昭                 | （デビュー前）                                                              | [ 16 ] |

- 2025年7月3日現在[10]

## 血統表
| ドバイマジェスティ(Dubai Majesty)の血統 | ドバイマジェスティ(Dubai Majesty)の血統 | ドバイマジェスティ(Dubai Majesty)の血統 | （血統表の出典） | （血統表の出典） |
| 父系                                    | シアトルスルー系                        | シアトルスルー系                        | シアトルスルー系 |                  |
| 父 Essence of Dubai 1999 黒鹿毛         | 父の父Pulpit 1994 鹿毛                  | A.P. Indy                               | Seattle Slew     | Seattle Slew     |
| 父 Essence of Dubai 1999 黒鹿毛         | 父の父Pulpit 1994 鹿毛                  | A.P. Indy                               | Weekend Surprise |                  |
| 父 Essence of Dubai 1999 黒鹿毛         | 父の父Pulpit 1994 鹿毛                  | Preach                                  | Mr. Prospector   | Mr. Prospector   |
| 父 Essence of Dubai 1999 黒鹿毛         | 父の父Pulpit 1994 鹿毛                  | Preach                                  | Narrate          |                  |
| 父 Essence of Dubai 1999 黒鹿毛         | 父の母Epitome 1985 鹿毛                 | Summing                                 | Verbatim         | Verbatim         |
| 父 Essence of Dubai 1999 黒鹿毛         | 父の母Epitome 1985 鹿毛                 | Summing                                 | Sumatra          |                  |
| 父 Essence of Dubai 1999 黒鹿毛         | 父の母Epitome 1985 鹿毛                 | Honest and True                         | Mr. Leader       | Mr. Leader       |
| 父 Essence of Dubai 1999 黒鹿毛         | 父の母Epitome 1985 鹿毛                 | Honest and True                         | Tell Meno Lies   |                  |
| 母 Great Majesty 1990 黒鹿毛            | 母の父Great Above 1972 黒鹿毛           | Minnesota Mac                           | Rough'n Tumble   | Rough'n Tumble   |
| 母 Great Majesty 1990 黒鹿毛            | 母の父Great Above 1972 黒鹿毛           | Minnesota Mac                           | Cow Girl         |                  |
| 母 Great Majesty 1990 黒鹿毛            | 母の父Great Above 1972 黒鹿毛           | Ta Wee                                  | Intentionally    | Intentionally    |
| 母 Great Majesty 1990 黒鹿毛            | 母の父Great Above 1972 黒鹿毛           | Ta Wee                                  | Aspidistra       |                  |
| 母 Great Majesty 1990 黒鹿毛            | 母の母Mistic Majesty 1978 鹿毛          | His Majesty                             | Ribot            | Ribot            |
| 母 Great Majesty 1990 黒鹿毛            | 母の母Mistic Majesty 1978 鹿毛          | His Majesty                             | Flower Bowl      |                  |
| 母 Great Majesty 1990 黒鹿毛            | 母の母Mistic Majesty 1978 鹿毛          | Necaras Miss                            | Ambernash        | Ambernash        |
| 母 Great Majesty 1990 黒鹿毛            | 母の母Mistic Majesty 1978 鹿毛          | Necaras Miss                            | Saracen Miss     |                  |
| 母系(F-No.)                             | (FN:2-s)                                | (FN:2-s)                                | (FN:2-s)         | [ § 2 ]          |
| 5代内の近親交配                         | アウトブリード                          | アウトブリード                          | アウトブリード   | [ § 3 ]          |
| 出典                                    | 1. 2. 3.                                | 1. 2. 3.                                | 1. 2. 3.         | 1. 2. 3.         |

- 4代母Saracen Missの全妹Saracen Flirtの子孫にムタファーウエク、ドモナラズ、パレスマリスがいる。